# Partido de Liberación Popular (Timor Oriental)
El Partido de Liberación Popular (en tetum: Partidu Libertasaun Popular), abreviado como PLP, es un partido político timorense de carácter centrista. Es liderado por el expresidente Taur Matan Ruak.
El partido fue fundado en 2015 para convertirse en vehículo político de Taur Matan Ruak luego de que este expresara su intención de competir por el cargo de primer ministro en las elecciones parlamentarias de 2017. El 9 de diciembre de 2015, el PLP presentó 35.000 firmas de sus seguidores al Tribunal Supremo de Timor Oriental, para ser reconocido oficialmente como partido político. El 22 de diciembre de 2015, el Tribunal Supremo aceptó su solicitud y reconoció oficialmente al partido. En 2017, Taur Matan Ruak se convirtió en el líder del PLP, reemplazando a Adérito de Jesus Soares.
Las elecciones de 2017 vieron al PLP obtener el 10,58% de los votos y 8 escaños, convirtiéndose en tercera fuerza nacional detrás de los dos partidos principales, el Fretilin y el CNRT. El PLP se alió con el CNRT en su oposición al Fretilin y contribuyó a fundar la Alianza por el Cambio y el Progreso, que ganó las elecciones de 2018 por amplio margen, logrando mayoría absoluta. Taur Matan Ruak asumió como primer ministro en virtud de dicha coalición. Sin embargo, la AMP colapsó después de las elecciones, dependiendo Taur Matan Ruak de una coalición con el Fretilin, su anterior rival, para retener el poder. En las elecciones de 2023, el PLP sufrió un revés y perdió la mitad de su representación parlamentaria, obteniendo solo 4 escaños.

## Resultados electorales
|  | 10.58 % |

|  | 49.58 % |

|  | 5.88 % |